# 산악관박쥐
산악관박쥐(Rhinolophus monticolus)는 관박쥐과에 속하는 박쥐의 일종이다. 인도차이나의 토착종이다.

## 특징
작은 박쥐로 몸길이는 42.3~48.5mm이고, 전완장은 41.2~44.2mm, 꼬리 길이는 19.7~25.6mm이다. 발 길이는 7.4~8.6mm, 귀 길이는 15.5~48.5mm이다. 등 쪽은 진한 갈색인 반면에 복부 쪽은 연한 색을 띤다. 털 바탕은 모두 희다.